# Morgan +4+
Morgan Plus 4 Plus или +4+ — спортивный автомобиль, выпускавшийся с 1964 по 1967 год британской компанией Morgan Motor Company. Всего было выпущено 26 автомобилей.

## Описание
Morgan +4+ дебютировал в 1963 году на выставке Earls Count. Оборудование могло различаться в зависимости от типа автомобиля, но обычно было механически похоже на Morgan +4. Автомобиль оснащался рядным четырёхцилиндровым двигателем с толкателем мощностью 82 кВт (110 л. с.). Коробка передач — четырёхступенчатая, с синхронизатором на трёх повышенных передачах. На передней подвеске находятся скользящие шкворни, наклонённые на 17 градусов от вертикали. Автомобиль смазывался консистентной смазкой и моторным маслом, выпускаемым кнопкой под педалью сцепления. Подвески имели очень прочные винтовые пружины и донные витки. Задняя подвеска — рессорная. Ощутимого наклона кузова не наблюдалось, даже при очень крутых поворотах. Передние тормоза автомобиля — дисковые, задние — барабанные, без усилителя. Рама состояла из стальных рельсов Z-образного сечения с конструкционным фанерным полом, расширенным спереди стальными трубами.

Кузов автомобиля обтекаемый, изготовлен из стекловолокна. Масса составляет 816 кг, а максимальная скорость — около 185 км/ч. Форма кузова имела меньшее сопротивление воздуха. Шумоизоляция была ограничена, однако пространство для ног было необычайно большим.
- Morgan Plus 4 Plus